# Структура потоку

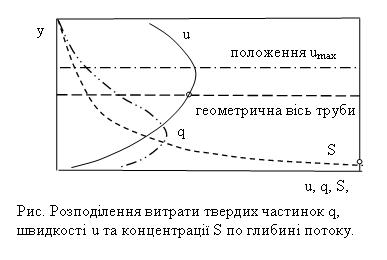

Структура потоку – взаємне розміщення компонентів у потоці суміші, наприклад, газової, нафтової і водної фаз під час їх руху по трубі, для двофазних потоків “рідина-твердий сипкий матеріал” -  епюра швидкостей, витрати твердого і концентрації гідросуміші по перерізу потоку.

## Структура двофазних потоків
Структура двофазних потоків (дрібнодисперсний твердий матеріал у потоці рідини) обумовлюється складними гідродинамічними явищами зависання та перенесення твердих частинок. Перенесення частинок твердого матеріалу практично завжди здійснюється у турбулентному потоці. У процесі формування турбулентного потоку вихори, що утворюються одночасно у його ядрі і поблизу границь, кінетично та енергетично пов’язані поміж собою, але мають різні частотні та енергетичні характеристики. Кінематична структура потоку визначається швидкісним полем, яке поділяють на осереднене та пульсаційне. Миттєву швидкість ui при цьому приймають рівною сумі осередненої ūi та пульсаційної ui′ швидкостей. Епюра осередненої швидкості потоку води, а також її пульсаційних складових (поздовжньої ūi′ та вертикальної w′) симетричні відносно до геометричної осі труби. В міру віддалення від осі поздовжня (більшою мірою) та вертикальна (меншою мірою) складові збільшуються до певної межі поблизу стінки труби після чого різко зменшуються і на самій стінці дорівнюють нулю.
При попаданні у потік твердих частинок з густиною більшою від води симетрія у розподіленні осередненої швидкості та пульсаційних складових порушується. У залежності від крупності та концентрації твердих частинок у гідросуміші змінюються її в’язкість та густина по глибині потоку. У свою чергу, розподілення концентрації та крупності по глибині потоку суттєво залежить від густини та крупності самих твердих частинок, а також середньої швидкості руху потоку. Найбільш нерівномірне розподілення твердих частинок у потоці спостерігають в момент, що передує випаданню на нижню стінку, тобто відповідає швидкості, яка наближається до критичної.
Накопичення найбільш крупних твердих зерен у нижній частині потоку збільшує опір руху, внаслідок чого швидкості шарів гідросуміші у придонній області труби зменшуються. Цей гальмуючий ефект розповсюджується на шари, що розташовані вище. Таким чином, нерівномірне розподілення твердих частинок у потоці гідросуміші за крупністю і концентрацією порушує симетрію осереднених швидкостей, зміщаючи максимальну швидкість вище геометричної осі труби. У порівнянні з рухом у трубі чистої води епюра розподілення осереднених швидкостей гідросуміші „витягується” у напрямку руху у своїй верхній частині, а градієнти швидкостей у нижній частині збільшуються (рис.).
Умови динамічної рівноваги потоку вимагають більш швидкого руху його верхньої частини, розташованої вище проходження максимальної швидкості, у порівнянні з нижньою частиною, яка загальмована підвищеною концентрацією твердих частинок. Із збільшенням середньої швидкості потоку розподіл в ньому твердих частинок стає більш рівномірним і епюра  розподілу швидкостей наближається до симетричної.